# Argentine aux Jeux olympiques d'hiver de 2002
L'Argentine participe aux Jeux olympiques d'hiver de 2002 à Salt Lake City
L'Argentine est représentée par onze athlètes durant ces Jeux.

## Délégation
Le tableau suivant montre le nombre d'athlètes argentins dans chaque discipline :
| Sport           | Hommes | Femmes | Total |
| --------------- | ------ | ------ | ----- |
| Ski Alpin       | 3      | 2      | 5     |
| Biathlon        | 1      | 1      | 2     |
| Ski acrobatique | 1      | 0      | 1     |
| Luge            | 2      | 0      | 2     |
| Skeleton        | 1      | 0      | 1     |
| Total           | 8      | 3      | 11    |

## Résultats

### Ski alpin
Hommes
| Athlète                 | Épreuve      | Manche 1      | Manche 2      | Total         | Total |
| Athlète                 | Épreuve      | Temps         | Temps         | Temps         | Rang  |
| ----------------------- | ------------ | ------------- | ------------- | ------------- | ----- |
| Cristian Simari Birkner | Descente     |               |               | DSQ           | –     |
| Nicolás Arsel           | Descente     |               |               | 1 min 49 s 75 | 52    |
| Agustín García          | Super-G      |               |               | 1 min 30 s 59 | 32    |
| Nicolás Arsel           | Super-G      |               |               | 1 min 28 s 55 | 30    |
| Cristian Simari Birkner | Slalom Géant | 1 min 16 s 00 | 1 min 13 s 79 | 2 min 29 s 79 | 30    |
| Cristian Simari Birkner | Slalom       | 51 s 55       | 55 s 27       | 1 min 46 s 82 | 17    |

Combiné hommes
| Athlète                 | Descente      | Slalom   | Slalom   | Total         | Total |
| Athlète                 | Temps         | Manche 1 | Manche 2 | Temps total   | Rang  |
| ----------------------- | ------------- | -------- | -------- | ------------- | ----- |
| Cristian Simari Birkner | DSQ           | –        | –        | DSQ           | –     |
| Agustín García          | 1 min 49 s 77 | DNF      | –        | DNF           | –     |
| Nicolás Arsel           | 1 min 48 s 12 | 51 s 24  | 57 s 22  | 3 min 36 s 58 | 23    |

Femmes
| Athlète                    | Épreuve      | Manche 1      | Manche 2      | Total         | Total |
| Athlète                    | Épreuve      | Temps         | Temps         | Temps         | Rang  |
| -------------------------- | ------------ | ------------- | ------------- | ------------- | ----- |
| María Belén Simari Birkner | Descente     |               |               | 1 min 46 s 97 | 53    |
| Macarena Simari Birkner    | Descente     |               |               | 1 min 46 s 77 | 34    |
| Macarena Simari Birkner    | Super-G      |               |               | 1 min 20 s 24 | 31    |
| Macarena Simari Birkner    | Slalom Géant | 1 min 21 s 87 | 1 min 19 s 68 | 2 min 41 s 55 | 39    |
| María Belén Simari Birkner | Slalom Géant | 1 min 20 s 65 | 1 min 18 s 69 | 2 min 39 s 34 | 34    |
| Macarena Simari Birkner    | Slalom       | DNF           | –             | DNF           | –     |
| María Belén Simari Birkner | Slalom       | 59 s 59       | 1 min 00 s 99 | 2 min 00 s 58 | 31    |

Combiné femmes
| Athlète                    | Descente      | Slalom   | Slalom   | Total         | Total |
| Athlète                    | Temps         | Manche 1 | Manche 2 | Temps total   | Rang  |
| -------------------------- | ------------- | -------- | -------- | ------------- | ----- |
| María Belén Simari Birkner | 1 min 19 s 94 | 49 s 29  | 46 s 69  | 2 min 55 s 92 | 20    |
| Macarena Simari Birkner    | 1 min 19 s 21 | 48 s 14  | 45 s 55  | 2 min 52 s 90 | 17    |

### Biathlon
Hommes
| Épreuve      | Athlète        | Pénalité 1 | Temps         | Rang |
| ------------ | -------------- | ---------- | ------------- | ---- |
| 10 km sprint | Ricardo Oscare | 3          | 30 min 00 s 2 | 81   |

| Épreuve | Athlète        | Temps         | Manquées | Temps ajusté 2    | Rang |
| ------- | -------------- | ------------- | -------- | ----------------- | ---- |
| 20 km   | Ricardo Oscare | 56 min 08 s 1 | 6        | 1 h 02 min 08 s 1 | 80   |

Femmes
| Épreuve       | Athlète        | Pénalité 1 | Temps         | Rang |
| ------------- | -------------- | ---------- | ------------- | ---- |
| 7.5 km sprint | Natalia Lovece | 8          | 29 min 33 s 2 | 73   |

| Épreuve | Athlète        | Temps         | Manquées | Temps ajusté 2    | Rang |
| ------- | -------------- | ------------- | -------- | ----------------- | ---- |
| 15 km   | Natalia Lovece | 57 min 56 s 8 | 12       | 1 h 09 min 56 s 8 | 69   |

1Une boucle de pénalité 150 mètres par cible manquée doit être parcourue.

2Une minute ajoutée par cible manquée.

### Ski acrobatique
Men
| Athlète     | Épreuve | Qualification | Qualification | Final           | Final           |
| Athlète     | Épreuve | Points        | Rang          | Points          | Rang            |
| ----------- | ------- | ------------- | ------------- | --------------- | --------------- |
| Clyde Getty | Sauts   | 117,02        | 25            | Did not advance | Did not advance |

### Luge
Men
| Athlète          | Manche 1 | Manche 1 | Manche 2 | Manche 2 | Manche 3 | Manche 3 | Manche 4 | Manche 4 | Total          | Total |
| Athlète          | Temps    | Rang     | Temps    | Rang     | Temps    | Rang     | Temps    | Rang     | Temps          | Rang  |
| ---------------- | -------- | -------- | -------- | -------- | -------- | -------- | -------- | -------- | -------------- | ----- |
| Rubén González   | 48 s 180 | 46       | 46 s 931 | 38       | 48 s 533 | 45       | 48 s 276 | 42       | 3 min 12 s 808 | 41    |
| Marcelo González | 47 s 314 | 44       | 47 s 819 | 44       | 46 s 883 | 41       | 53 s 431 | 47       | 3 min 14 s 559 | 43    |

### Skeleton
Hommes
| Athlète         | Manche 1 | Manche 1 | Manche 2 | Manche 2 | Total         | Total |
| Athlète         | Temps    | Rang     | Temps    | Rang     | Temps         | Rang  |
| --------------- | -------- | -------- | -------- | -------- | ------------- | ----- |
| German Glessner | 55 s 40  | 26       | 57 s 25  | 26       | 1 min 52 s 65 | 26    |

## Médailles
|           | Médaille d'or | Médaille d'argent | Médaille de bronze | Total |
| --------- | ------------- | ----------------- | ------------------ | ----- |
| Argentine | 0             | 0                 | 0                  | 0     |